# 澳洲天文台

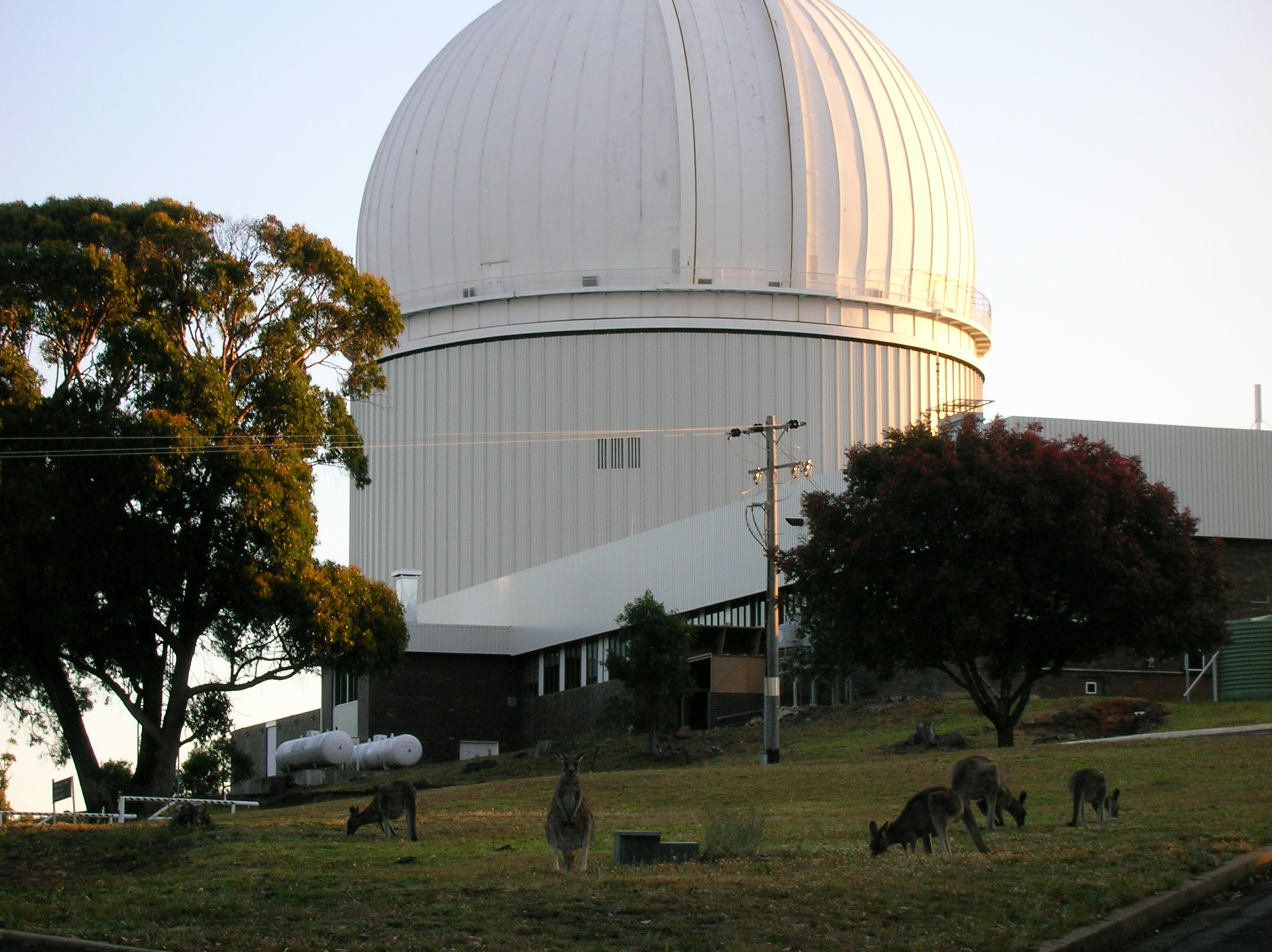
2008年的澳洲天文台（當時稱英澳天文台）。

澳洲天文台（Australian Astronomical Observatory，AAO），原名英澳天文台（Anglo-Australian Observatory），是一個澳大利亞的光學暨近紅外線天文台，總部位於悉尼郊區。該天文台原本由英國和澳洲政府共同提供經費與管理，現完全由澳洲產業、創新、科學、研究暨高等教育部（Department of Industry, Innovation, Science, Research and Tertiary Education）管轄。澳洲天文台現有位於賽丁泉天文台的口徑3.9公尺的英澳望遠鏡和口徑1.2公尺的聯合王國施密特望遠鏡。
除了操作前述兩台望遠鏡以外，澳洲天文台工作人員也進行天文相關研究和天文儀器開發與製造。澳洲天文台製造的儀器還用在歐洲南方天文台的甚大望远镜和日本設於夏威夷毛納基山天文台的昴星团望远镜。
英國政府於2010年6月停止對英澳天文台的出資，因此在同年7月1日將名稱更改為澳洲天文台，並且由澳洲政府全權管理。

## 外部連結
- Australian Astronomical Observatory
- 2dF Galaxy Redshift Survey
- 2dF Quasar Redshift Survey （页面存档备份，存于）

31°16′36″S 149°04′00″E / 31.27667°S 149.06667°E